# Richtlinie 2014/35/EU (Niederspannungsrichtlinie)
Die Richtlinie 2014/35/EU des Europäischen Parlaments und des Rates vom 26. Februar 2014 zur Harmonisierung der Rechtsvorschriften der Mitgliedstaaten über die Bereitstellung elektrischer Betriebsmittel zur Verwendung innerhalb bestimmter Spannungsgrenzen auf dem Markt (Neufassung) (kurz Niederspannungsrichtlinie) ist neben der EMV-Richtlinie das wichtigste Regelungsinstrument für die Sicherheit elektrisch betriebener Geräte.

## Ziele und Umsetzung
Die Niederspannungsrichtlinie dient dem Zweck, ein hohes Schutzniveau von elektrischen Geräten bezüglich Gesundheit und Sicherheit von Menschen, Haus- und Nutztieren und Gütern zu gewährleisten und das Funktionieren des europäischen Binnenmarktes zu garantieren.
Sie gilt für „elektrische Betriebsmittel zur Verwendung bei einer Nennspannung zwischen 50 und 1000 V für Wechselstrom und zwischen 75 und 1500 V für Gleichstrom“ mit einigen Ausnahmen.
Produkte mit kleineren Nennspannungen fallen unter die  Richtlinie für die allgemeine Produktsicherheit.
Die meisten Funkanlagen (Funk-Sender und -Empfänger), für die die Funkanlagenrichtlinie 2014/53/EU gilt, fallen nicht direkt in den Anwendungsbereich der Niederspannungsrichtlinie. Stattdessen fordert die Funkanlagenrichtlinie die Einhaltung der »Wesentlichen Anforderungen« der Niederspannungsrichtlinie, jedoch ohne Anwendung der Spannungsgrenzen, was einer verschärften normativen Anwendung der Niederspannungsrichtlinie entspricht.
Die Richtlinie fordert von den Mitgliedstaaten, alle zweckdienlichen Maßnahmen zu treffen, damit die elektrischen Betriebsmittel nur dann in Verkehr gebracht werden können, wenn sie – entsprechend dem in der Gemeinschaft gegebenen Stand der Sicherheitstechnik – so hergestellt sind, dass sie bei einer ordnungsmäßigen Installation und Wartung sowie einer bestimmungsmäßigen Verwendung die Sicherheit von Menschen und Nutztieren sowie die Erhaltung von Sachwerten nicht gefährden.
Wie bei allen EU-Richtlinien ist es vorrangiges Ziel der Richtlinie, den freien Warenverkehr zu ermöglichen. Dies wird aus Artikel 4 ersichtlich, der fordert: „Die Mitgliedstaaten dürfen in Bezug auf die unter diese Richtlinie fallenden Aspekte die Bereitstellung von elektrischen Betriebsmitteln auf dem Markt, die dieser Richtlinie entsprechen, nicht behindern.“
Ebenso dient dem freien Warenaustausch die Forderung von Artikel 5: „Im Hinblick auf elektrische Betriebsmittel stellen die Mitgliedstaaten sicher, dass die Elektrizitätsversorgungsunternehmen den Anschluss an das Netz und die Versorgung von Nutzern elektrischer Betriebsmittel mit Elektrizität nicht von Sicherheitsanforderungen abhängig machen, die über die Sicherheitsziele nach Artikel 3 und Anhang I hinausgehen.“
Die Umsetzung der Niederspannungsrichtlinie in deutsches Recht erfolgte mit der Ersten Verordnung zum Geräte- und Produktsicherheitsgesetz (Verordnung über das Inverkehrbringen elektrischer Betriebsmittel zur Verwendung innerhalb bestimmter Spannungsgrenzen) (1. GPSGV). Am 1. Dezember 2011 ist das Geräte- und Produktsicherheitsgesetz (GPSG) in Deutschland durch das Produktsicherheitsgesetz (ProdSG) ersetzt worden. Damit wurde die europäische Richtlinie über die allgemeine Produktsicherheit und die Niederspannungsrichtlinie 2014/35/EU in Deutschland in nationales Recht umgesetzt. In Österreich erfolgte die Umsetzung mit der Verordnung des Bundesministers für wirtschaftliche Angelegenheiten über elektrische Betriebsmittel zur Verwendung innerhalb bestimmter Spannungsgrenzen (Niederspannungsgeräteverordnung 1995 – NspGV 1995).

## CE-Kennzeichnung und Konformitätserklärung
Für das Einhalten der Richtlinie sind in erster Linie die Hersteller und Importeure der Geräte verantwortlich. Sie weisen die  Übereinstimmung eines elektrischen Betriebsmittels mit der Niederspannungsrichtlinie mittels der Durchführung eines Konformitätsbewertungsverfahrens nach. Sie erstellen technische Unterlagen, fügen den Geräten eine Betriebsanleitung und Sicherheitsinformationen bei und bringen die CE-Kennzeichnung an.

## Fassungen der Niederspannungsrichtlinie
Die erste Niederspannungsrichtlinie wurde 1973 im Amtsblatt unter der Nummer 73/23/EWG veröffentlicht. Sie wurde durch die Richtlinie 93/68/EWG geändert. Eine weitere Fassung der Richtlinie, die 2006 unter der Nummer 2006/95/EG erschien, war bis zum 19. April 2016 gültig.